# Karl Friedrich Titho

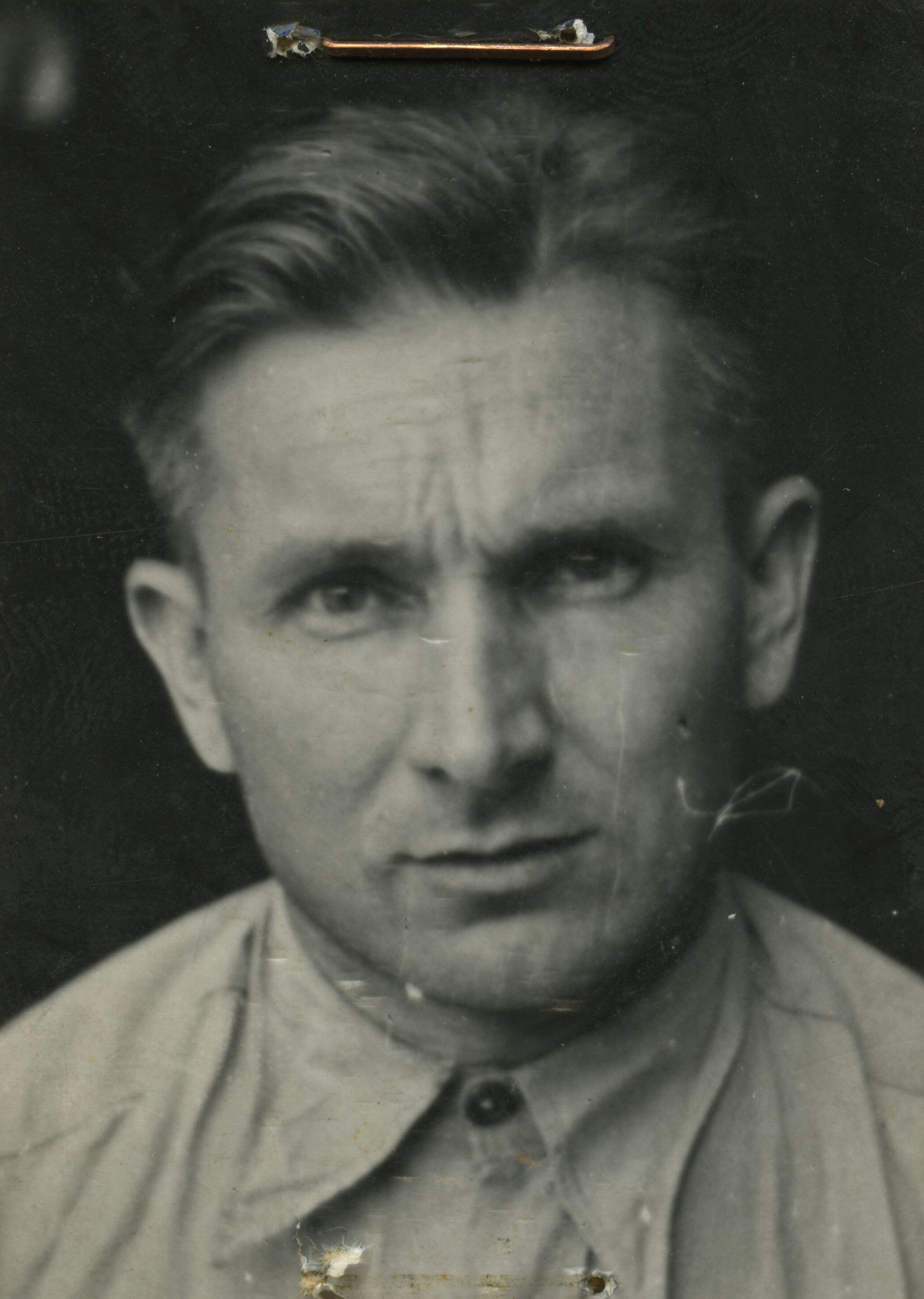
Karl Friedrich Titho (1945)

Karl Friedrich Titho (* 14. Mai 1911 in Feldrom im Fürstentum Lippe; † 18. Juni 2001 in Horn-Bad Meinberg) war Mitglied der SS und im Zweiten Weltkrieg Kommandant vom Durchgangslager Fossoli und vom Durchgangslager Bozen.

## Karriere in der SS
Titho trat 1932 in die SS (SS-Nummer 183.292) und am 1. Mai 1933 in die NSDAP ein. Den Stützpunkt Veldrom/Feldrom/Kempen leitete er ab dem 25. März 1935. 1942 wurde Titho in das Durchgangslager Amersfoort versetzt, das unter Wilhelm Harsters Leitung stand. Anfang April gehörte Titho zu einem SS-Kommando, das unter Leitung von Erich Deppner mindestens 65 sowjetische Kriegsgefangene exekutierte. Die Erschießungen sollen vom Reichsführer SS und Chef der Deutschen Polizei Heinrich Himmler angeordnet worden sein. Im Januar 1943 wurde Titho als erster Kraftfahrer ins KZ Herzogenbusch verlegt. Hier wurden bis September 1943 etwa 12.000 Gefangene untergebracht und mindestens 10.500 weiter in das KZ Auschwitz-Birkenau und in andere Vernichtungslager deportiert.
Im September 1943 wurde Tithos Vorgesetzter Wilhelm Harster zum Befehlshaber der Sicherheitspolizei und des SD Italien versetzt. Er nahm Titho als Chauffeur mit. Bevor Titho am 15. Mai 1944 zum Leiter des Durchgangslagers Fossoli ernannt wurde, beförderte Harster ihn zum SS-Untersturmführer.

## Nach dem Zweiten Weltkrieg
Nach dem Krieg wurde Titho in Bozen von US-amerikanischen Truppen gefangen genommen. Bis September 1946 war er in Vught, dann in Wolfsberg (Kärnten), unter der Aufsicht der englischen Kriegsverbrecherkommission Südeuropa, ab Juli 1948 im ehemaligen Stalag XI B in Fallingbostel inhaftiert. Von dort entlassen, wurde er 1949 erneut festgenommen und blieb bis zu seinen Prozessen in den Niederlanden in Haft.
Ein Auslieferungsgesuch Italiens an die amerikanischen Alliierten lehnten die Briten zweimal ab. Ein niederländisches Sondergericht verurteilte Titho am 21. Mai 1951 in Utrecht zu einem Jahr Haft wegen Misshandlungen von Gefangenen in ’s-Hertogenbosch. Drei Tage später verurteilte ihn das gleiche Gericht zu sechs Jahren Haft wegen der Erschießungen in Amersfoort im April 1942. Am 29. März 1953 wurde Titho nach Deutschland abgeschoben; unter Anrechnung seiner Kriegsgefangenschaft und Untersuchungshaft hatte er sieben Jahre in Haft verbracht.
Von Italien aus erging am 10. Juni 1954 ein erneuter Haftbefehl gegen Titho, Hans Haage, Michael Seifert und andere wegen dort begangener Kriegsverbrechen. Nach Artikel 16 des Grundgesetzes durfte kein Deutscher ans Ausland ausgeliefert werden, weshalb Deutschland bei Titho und Haage die Auslieferung verweigerte. Seitdem lebte er bis zu seinem Tod 2001 in Horn-Bad Meinberg. Das italienische Staatsfernsehen sendete eine Dokumentation über Titho.